# Sociedad Rural Argentina

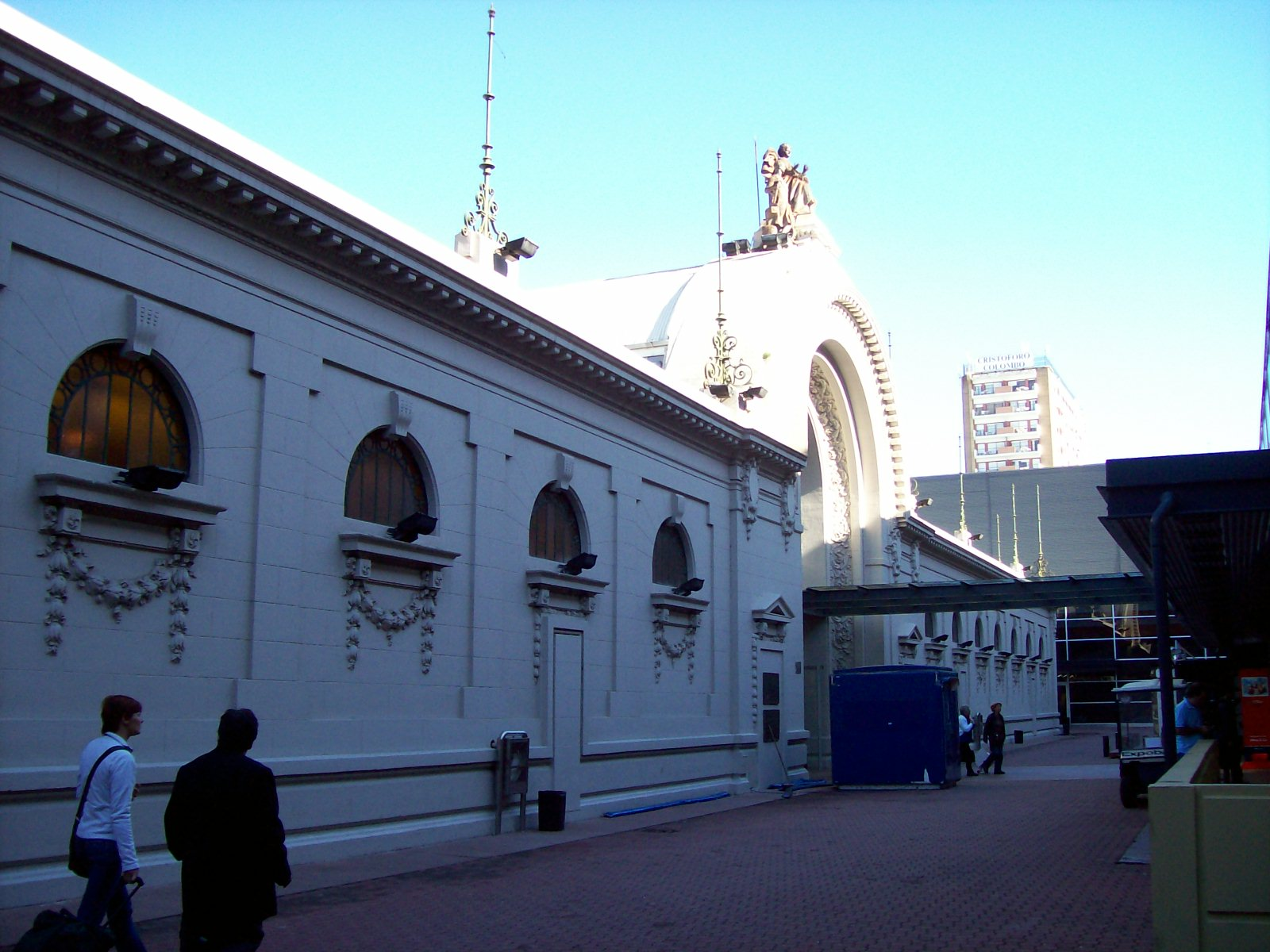
L’un des portails d’entrée du foirail de la SRA à Palermo, proche faubourg de Buenos Aires.

La Société rurale argentine (en espagnol Sociedad Rural Argentina, sigle SRA) est une association patronale argentine fondée en 1866 et regroupant principalement les grands propriétaires terriens de la région pampéenne qui se vouent à l’agriculture et à l’élevage.
Historiquement, la SRA a joué un rôle politique et économique de premier plan d’abord durant une bonne part des trois présidences historiques (Mitre, Sarmiento, Avellaneda), — et ce à partir des deux dernières années du gouvernement de Mitre jusqu’à celui d’Avellaneda, où fut notamment accomplie la dénommée Conquête du désert, dans le déclenchement de laquelle la SRA eut une influence décisive —, puis sous les présidences successives de la République conservatrice (1880-1916), plusieurs de ses membres ayant été en effet de hauts fonctionnaires tout au long des différents gouvernements de cette période. La SRA a entretenu des relations conflictuelles avec les métayers et les petits propriétaires ruraux affiliés à la Fédération agraire argentine, ainsi qu’avec les présidences d’Hipólito Yrigoyen (1916-1922 et 1928-1930), la dictature du général Edelmiro Farrell (1944-1946), les présidences de Juan Perón, Raúl Alfonsín, Néstor Kirchner et Cristina Fernández de Kirchner, et à l’inverse, a eu de bons rapports avec les dictatures des généraux José Félix Uriburu (1930-1931), Pedro Eugenio Aramburu (1955-1958), Juan Carlos Onganía (1966-1970), Alejandro Agustín Lanusse (1971-1973) et Jorge Rafael Videla, ainsi qu’avec les présidences de Carlos Saúl Menem et de Mauricio Macri, ce dernier gouvernant l’Argentine depuis 2015.

## Corrélats
- Fédération agraire argentine